# Sauber C14
A Sauber C14 egy Formula–1-es versenyautó, amelyet a Sauber csapat tervezett és versenyeztetett az 1995-ös Formula–1 világbajnokságban. Pilótái a szezon elején Heinz-Harald Frentzen és Karl Wendlinger voltak, majd az utóbbit váltó Jean-Christophe Boullion, a tesztpilóta pedig Norberto Fontana volt.

## Áttekintés
Ettől az idénytől kezdve a Red Bull szponzorálta a Saubert, amelynek köszönhetően jellegzetes sötétkék színeket kaptak az autók. Szponzorként megjelent a Petronas is, azonban nem az ő, hanem a Castrol üzemanyagát és kenőanyagait használta a csapat még ebben az idényben.
Bemutatásakor a C14-es egy keskeny, lefelé lógó orrot kapott, ezt Imola után lecserélték egy akkor megszokottabb emelt, hegyes orra, amely az első szárnyat is tartotta. A középmezőny tagjaként egyetlen nagy dobásuk volt az idény során: történetük első dobogója Frentzen révén az olasz nagydíjon. Ami miatt még felfigyeltek rájuk, az a cockpit oldalfalának megemelése. Ez csak 1996-tól volt kötelező valamennyi csapat számára, biztonsági okokból, a Sauber volt az egyetlen csapat, amely már ebben az idényben beépítette.
Wendlinger teljesítménye csapnivaló volt, ezért még az idény elején menesztették, és Boullion ült be helyette, de Frentzent egyik csapattársa se tudta megközelíteni sem. Az idényt 18 ponttal konstruktőri hetedikként zárták.

## Eredmények
| Év   | Csapat               | Motor            | Gumik | Pilóták                  | 1   | 2   | 3   | 4   | 5   | 6   | 7   | 8   | 9   | 10  | 11  | 12  | 13  | 14  | 15  | 16  | 17  | Pontok | Helyezés |
| ---- | -------------------- | ---------------- | ----- | ------------------------ | --- | --- | --- | --- | --- | --- | --- | --- | --- | --- | --- | --- | --- | --- | --- | --- | --- | ------ | -------- |
| 1995 | Red Bull Sauber Ford | Ford ECA Zetec-R | G     |                          | BRA | ARG | SMR | ESP | MON | CAN | FRA | GBR | GER | HUN | BEL | ITA | POR | EUR | PAC | JPN | AUS | 18     | 7.       |
| 1995 | Red Bull Sauber Ford | Ford ECA Zetec-R | G     | Karl Wendlinger          | KI  | KI  | KI  | 13  |     |     |     |     |     |     |     |     |     |     |     | 10  | KI  | 18     | 7.       |
| 1995 | Red Bull Sauber Ford | Ford ECA Zetec-R | G     | Jean-Christophe Boullion |     |     |     |     | 8   | KI  | KI  | 9   | 5   | 10  | 11  | 6   | 12  | KI  | KI  |     |     | 18     | 7.       |
| 1995 | Red Bull Sauber Ford | Ford ECA Zetec-R | G     | Heinz-Harald Frentzen    | KI  | 5   | 6   | 8   | 6   | KI  | 10  | 6   | KI  | 5   | 4   | 3   | 6   | KI  | 7   | 8   | KI  | 18     | 7.       |

† - nem fejezte be a futamot, de rangsorolták, mert teljesítette a versenytáv 90 százalékát